# Lepidion microcephalus
Lepidion microcephalus är en fiskart som beskrevs av Cowper, 1956. Lepidion microcephalus ingår i släktet Lepidion och familjen Moridae. Inga underarter finns listade i Catalogue of Life.